# Ypthima microocellata
Ypthima microocellata är en fjärilsart som beskrevs av Miller 1978. Ypthima microocellata ingår i släktet Ypthima och familjen praktfjärilar. Inga underarter finns listade i Catalogue of Life.